# 巴尔思不花
巴尔思不花（羅馬化：Bars buqa，羅馬化：bārs būqā，見《史集》），蒙古帝国贵族，斡亦剌人。是13世纪初效力于成吉思汗的斡亦剌部首领忽都合别乞之孙，脱劣勒赤与成吉思汗之女阇阇干公主之子，成吉思汗外孙。
巴尔思不花迎娶了拖雷之女额勒贴木儿，因此被称为“古列坚”（驸马），另外与阿里不哥家族结下密切的姻亲关系。其兄弟包括不花帖木儿、八立托、亦勒赤黑迷失哈敦、古巴克哈敦、兀鲁忽乃哈敦、忽出哈敦、完者哈敦等。
据《史集》“忽必烈可汗纪”第三部（实为阿里不哥传）记载，巴尔思不花迎娶了拖雷与乃蛮部出身的领忽木可敦所生之女额勒贴木儿，获称“古列坚”。这桩婚姻与拖雷之子阿里不哥迎娶脱劣勒赤之女亦勒赤黑迷失哈敦的婚姻形成“姐妹交换婚”，通过这两桩婚姻，阿里不哥家族与巴尔思不花家族建立了密切关系。
同一时期，阿里不哥之兄蒙哥与旭烈兀、术赤家族的托托罕、察合台家族的哈剌旭烈也都迎娶了斡亦剌部女性，此时斡亦剌王室作为姻亲家族最为兴盛。
脱劣勒赤子女一代与成吉思汗家族集中联姻，被认为是因为贵由大汗死后的政变中，此前作为有力姻亲的弘吉剌部按陳家族一时衰落，蒙哥大汗转而厚待斡亦剌王室。当时除蒙哥、旭烈兀、阿里不哥的同母兄弟忽必烈外，其他有力皇族都重视斡亦剌出身的妻妾而非弘吉剌出身的妻妾。
蒙哥大汗在远征南宋途中突然去世后，其弟忽必烈与阿里不哥之间爆发了争夺帝位的继承战争。忽必烈派的主力是东道诸王及包括弘吉剌部在内的“左手五投下”等蒙古帝国左翼势力，而阿里不哥派的主力则是拖雷系诸王、帝国右翼势力，尤其是斡亦剌部。《元史》《史集》等诸多史料记载，帝位继承战争中最大的激战——昔木土脑儿之战中，阿里不哥军的主力即为斡亦剌部。此外，在察合台汗国，斡亦剌部出身的兀鲁忽乃采取亲阿里不哥派路线，可见斡亦剌部是阿里不哥派最值得信赖的支持势力。
斡亦剌部如此强力支持阿里不哥，被认为是受巴尔思不花家族与阿里不哥家族密切婚姻关系的影响。帝位继承战争中，得到斡亦剌部支持的阿里不哥战败，获得弘吉剌部支持的忽必烈获胜，斡亦剌与弘吉剌作为有力姻亲的地位因此再度逆转。帝位继承战争后，斡亦剌王室与成吉思汗家族的联姻减少，而弘吉剌部则与忽必烈家族结下密切姻亲关系，尤其在元仁宗、元英宗时迎来被称为“弘吉剌时代”的繁荣时期。

## 子女
- 儿子：别克列迷失，他效力于忽必烈，参与攻打南宋、讨伐“昔里吉之乱”，因此在《元史》等汉文史籍中也有记载。特别在“昔里吉之乱”中，他与加入昔里吉一方的斡亦剌部自相残杀仍奋勇作战，最终获罪被处死。
- 儿子：沙蓝，《集史》“卫拉特部族志”中记载“[别克里迷失与沙蓝]两人都在忽必烈可汗麾下效力”，可知沙蓝与别克列迷失一样效力于忽必烈。此外，《元史》卷109诸公主表中记载“□□公主，适沙蓝驸马”[6]。
- 女儿：也灭干，她嫁给阿里不哥的末子明里帖木儿，生下明安、阿只吉、也先·土阿、巴阿里台四个孩子。